# 牛进达
牛进达（595年—651年），名牛秀，以字行，唐朝将领。清代小说《说唐》中的人物尤俊达的原型就是牛进达。

## 生平
祖先是陇西人，后迁移到濮阳雷泽。曾祖牛定，魏定州刺史、上柱国、平原县公。祖父牛双，北齐镇东将军、淮北太守。父牛汉，清漳县令。
隋末在李密帐下为将，唐高祖武德二年（619年）闰二月十九，在王世充侵犯唐朝谷州九曲（今河南宜阳）的时候，与吴黑闼随秦叔宝、程咬金出阵，直言王世充猜忌，背王投唐。之後，牛进达就和秦叔宝、程咬金一直在李世民的帐下为将。
唐太宗贞观元年以右武卫中郎将封魏城县男，食邑三百户，贞观七年（633年），嘉州、陵州的獠民造反，唐太宗李世民命令邗江府统军牛进达将其击败，八年迁守左卫将军，时吐谷浑侵扰湟中，牛进达任鄯善道行军副总管，以功授左武卫将军，加爵为侯。
贞观十二年（638年），吐蕃赞普松赞干布率军侵犯唐朝松州，八月廿九，牛进达为阔水道行军总管随同侯君集、执失思力率军反击吐蕃。九月初六，牛进达夜袭吐蕃营，杀死吐蕃数千人。吐蕃大败。
贞观十四年（640年），牛进达为交河道行军总管，随侯君集、契苾何力、薛万均击灭高昌，以功徙封琅琊郡公，食邑三千户。
贞观十九年（645年），牛进达随唐太宗征讨高句丽，为检校右武候大将军，总督巡警。驻跸山之战，他随同长孙无忌率领奇兵断绝了高句丽大将高延寿、高惠真的归路。
唐太宗在贞观二十一年（647年），以牛进达为沧海道行军大总管，率军从莱州出海，与陆路的辽东道李世勣夹击骚扰高句丽。七月，牛进达、李海岸的部队进入高句丽境内，大小经历一百多次战斗，战无不胜，又攻克石城。进军到积利城下，高句丽兵一万多人出城迎战，李海岸将其击败，杀死二千多人。牛进达被晋封为左武卫大将军。
永徽二年正月十六日去世于雍州万年县宣阳里的府邸，年五十七。赠左骁卫大将军、幽州刺史，谥号壮，陪葬唐昭陵。
夫人河东裴氏，夔州长史、澄城公裴神安之女，先于牛进达逝世。有子七人：牛师赞、牛师度、牛师尚、牛师友、牛师德、牛师明、牛师敬。

## 文学作品中的尤俊达

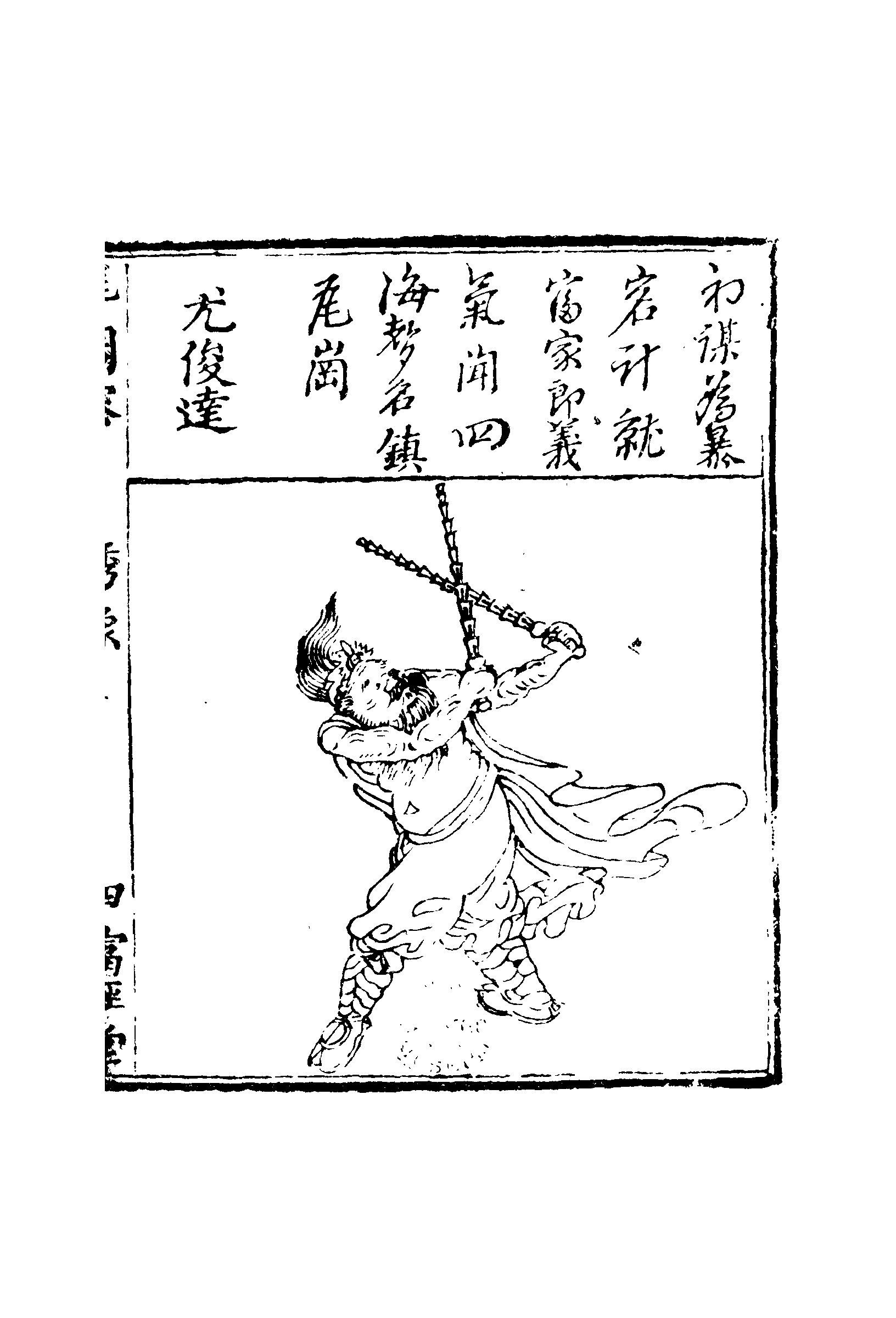
《繡像瓦崗寨演義傳》尤俊達

清代小说《说唐》中的人物尤俊达的原型就是牛进达。在小说里，尤俊达最初是历城武南庄的盗匪，后来参加山东起义，最后归顺李世民，被封为国公。

## 牛进达碑和墓志铭

### 牛进达碑
进达碑立于唐高宗永徽二年（651年），原存于牛进达墓前，1975年移入昭陵博物馆。碑已残断。碑额篆书，题”大唐故左骁卫大将军琅琊郡公之碑铭“十六字。碑身高高2.78米，下宽1.17米，厚38.5厘米。碑文正书，仅右上部存十余行，每行二十余字，其余均磨灭不见。

大唐故左骑卫大将军幽州都督上柱国琅琊郡开国公牛公碑铭（并序）　　

　　若夫仰观成象，三辰开上将之星；俯察成形，九地总中权之术。故乃闻鼓鼙而佇想，感（缺）社告征，编星兆贶，受天明命，光宅域中。制轩弧而驾群材，乘夏载而朝万国，其有克家（缺）乎琅琊公焉。公讳秀，字进达，其先陇西狄道人也。因官而迁于濮。龙首惊雷之泽，龟文负卦之滨，诞（缺）之旧，龙光昭于缃篆，鸿伐旌于表缀。固以笼冕前载、轨映后昆者矣。曾祖定，后魏韩州（缺）显衔珠之瑞；□□齐润，仁敷导柏之流。父汉，随濮州主簿、洺州清漳县令。蜀客谈星，铉（缺）之礼，童戏叶军旅之容。开八阵之图，非究览于鱼复；体三略之奥，焉取镜于龙韬。天（缺）运拒箕亡。咸池□三□之华，汤谷□一枝之景，纵昆墟之烈火，决渤海之冲流。三户（缺）佇□，公体命遭隋之境，招朋橘柚之乡。咸造和门，策名麾下，白马之号徒（缺）癸（缺廿字）王室。拜□□之（缺）而感（以下缺）

### 牛进达墓志铭
牛进达墓志铭并盖，1976年4月出土于陕西醴泉县赵镇石鼓村西北约1000米处牛进达墓中。志盖厚13.4厘米，底边长70.5厘米，盖面篆书“大唐故左武卫大将军上柱国琅琊郡开国公牛府君墓志之铭”，四杀饰四神。志石边长70.5厘米，厚12.5厘米，志文正书，39行，满行39字，四侧装饰十二生肖。

大唐故左骁卫大将军幽州都督琅琊公墓志

　　君讳秀，字进达，其先陇西人，因官而迁，今为濮阳之雷泽人也。朱宣御历，通爽气於金方；黄虞启运，著薰风於渔泽。是以上地为儒，缺流声於七雄之代；陈仓有守，邯发誉於三分之时。自兹厥后，冠冕逾劭，旋详令迹，絪蔼芳缣。祖定，魏韩州刺史、上柱国、平原县公。德被宣条，荣高苴土。祖双，齐镇东将军、淮北太守。寄隆御侮，政成河润。父汉，清漳令。时雉驯雏，夜渔沉小。君发祥河之祉，蔼惟岳之灵。弱而环异，长而奇桀。学书不成，负剑气於衝斗；行遗小节，屏鲛害於沉流。射宓妃於洛滨，投要离於江上。顾山川而累叹，竚风云而永怀。属汉东沦覆，中原潜沸。四渎鲸奔，五方鹊起。君乃言求力士，愤逸气於沙中；直视侠客，且酣歌於榆次。暂臣李密，知卿子之娇亡；甫讬杨侗，察秦婴之系组。于时，文皇东略，谣均西怨。杖剑辕门，遇优辍洗。蒙授开府，从征汾、晋；兼总马军，陪麾巩、洛。武周授首，王充舆榇。克翦之勋，事隆赏秩。窦德之西圆□庾，刘闼之东连赵魏。力负拔山，势疑绝纽。君援攙枪而扫祲，奋格泽以销氛。战酣移晷，轮埋喋血。白马之津，功标万骑；乌江之上，声冠五侯。文皇帝业践少阳，任先警卫。暨乎嗣膺丕烈，寄重谁何。贞观元年，以右武卫中郎封魏城男，食邑三百户。冯盎潜扇瓯闽，将倾岭峤，君特禀戎律，克静奸回，复龚圣筭，西屠夷落。巴濮无虞，彭微以晏。凯旋之日，诏授右卫中郎。八年，迁守左卫将军。于时吐谷浑内扰湟中，王赫斯奋，乃为鄯善道行军副总管。魂驰寇壤，志烈风驱。遥刷河源，遐清导弱。功兼群帅，用畴殊赏。诏授左武卫将军，加爵为侯。后西讨高昌，复资戎筭，为交河道行军总管。星言右地，直指前庭。旌旆所临，鱼鸟惊窜。翼飔风於阊阖，送归日於崦嵫。仲山之鼎，不足称其伐；博望之言，无以穷其忧。宠命隆渥，特光茅社，徙封琅琊郡公，食邑三千户，金帛之差，有踰千计。十八年内，从讨辽阴，检校右武候大将军，总督巡警。齐朱綅於七萃，整鞶革於六戎。驻跸之时，率先告捷。大风□□，巨鳞斯絓。廿一年，又为沧海道行军大总管。玉舳云兴，琱戈星缛。山螯息枡，水若澄流。勒丸都之□，□□□之险。特垂纶綍，远加慰谕。仍授左武卫大将军。太宗升遐，将崇陵寝。禁卫之事，咸委腹心。俄而正直多违，未轸昃离之叹；高明有瞰，遽闻朝露之歌。以永徽二年正月十六日薨於雍州万年县宣阳里之私第，春秋五十有七。呜呼哀哉！憖遗之哀，已闻於霄极；不知之痛，空结於桃李。爰降纶诰，赠左骁卫大将军、使持节、都督幽易妫檀平燕六州诸军事、幽州刺史；赙绢布三百段；仍於昭陵赐茔地，并赐东园秘器；葬事所须，并令官给；五品一人监护；仪仗送至墓所。谥曰壮公，依礼也。惟君负逸群之资，怀超世之量。徇命乃求仁之旨，扬名为事亲之方。自择木锺辰，骞鸿鹄之志；策名在日，畅熊罴之能。至於葭中搤猛，高贲戎之勇悍；驰射下山，卫将军之趫捷。遂得功宣帝载，契叶兴王。分甲第於宣平，疏曲台於上路。哥钟在列，驱驷纷衢。鄙卫尉之耳语，轻棘门之儿戏。汝阴侯之所重，不遗大侠；关长生之所亲，坐多长者。固已锱铢寇贾，抑扬樊郦。阅水空驰，奔驹溘远。夫人河东裴氏，父神安，夔州长史、澄城公。夫人凝辉珠派，发色琼田。香缨在时，已漳婉娩之性；玉珈盈首，先闻淑慎之姿。逮琴瑟有和，苹藻惟睦。尸玄霜而表洁，晓绛雪而齐明。信闰庭之羽仪，室家之韶令。烟飘弄玉，已居萧史之前；津双宝剑，自落司空之后。粤以永徽二年四月十日合葬於昭陵之赐茔。呜呼哀哉！方使邙山之际，类洧石而标坟；茂陵之下，擬祁连而为隧。有子七人：师赞、师度、师尚、师友、师德、师明、师敬，夙禀过庭，乡称颜子。至性所感，人类曾参。仰增岵而崩心，临寒泉而洒血。如疑之感，竟无追於风树；不朽之规，庶流芳於泉户。式敷遗美，以旌罔极。其词曰：

秦儒游赵，魏臣抗蜀，缃史遐镜，声明缅烛。乃祖重光，褰襜累躅，显考垂衮，闻韶继曲。

琅琊桓桓，运拒艰难，据洗方布，杖剑侔韩。师集垓下，兵屠上兰，锡社苴白，期砺书丹。

西涤□阴，南浮珠浦，玉垒收馘，金□沸鼓。轥碣楥枹，逾蓬绁马，业高镌鼎，功宣缀舞。

与福爽仁，在天迷吊，岱□敛魄，悲泉沉照。细柳摧营，文昌掩曜，婴室沦轨，横歌起调。

婉彼清阳，宜其嫔室，芝叶齐秀，苕华喻质，如灌闻禽，方弦韵瑟，草无遣露，粱先下日。

苍梧之云，茂乡之坟，嶷岭芜没，卢山□纷。玄甲空在，青松已曛，唯余徽谥，千祀流芬。